# Cellular (film)
Cellular er en amerikansk actionthriller fra 2004 instrueret af David R. Ellis. De medvirkende tæller Kim Basinger, Chris Evans, Jason Statham, William H. Macy samt Noah Emmerich, Richard Burgi, Valerie Cruz og Jessica Biel. Manuskriptet blev skrevet af Chris Morgan, baseret på en historie af Larry Cohen.
Filmen handler om en kvindelige lærer, der bliver kidnappet, men formår at ringe til en tilfældig person for hjælp. Manden informere politiet om kidnapningen inden han indser, at det er en politibetjent er involveret fra Los Angeles Police Department.
Filmen blev udgivet 10. september 2004. Den modtog blandede anmeldelser, og indspillede for $57 mio. mod et budget på $25 mio.

## Medvirkende
- Chris Evans som Ryan
- Kim Basinger som Jessica Kate Martin
- Jason Statham som Detective Ethan Greer
- William H. Macy som Sergeant Robert “Bob” Mooney
- Noah Emmerich som Detective Jack Tanner
- Richard Burgi som Craig Martin
- Valerie Cruz som Detective Dana Bayback
- Jessica Biel som Chloe
- Eric Christian Olsen som Chad
- Adam Taylor Gordon som Ricky Martin
- Caroline Aaron som Marilyn Mooney
- Matt McColm som Detective Deason
- Eric Etebari som Detective Dimitri
- Brendan Kelly som Detective Mad Dog